# بورخوو
بورخوو (به لهستانی:  Borychów) یک روستا در لهستان است که در گمینا رپکی واقع شده‌است.